# Sylvain Lévi
Sylvain Lévi (Parigi, 28 marzo 1863 – Parigi, 30 ottobre 1935) è stato uno storico delle religioni, orientalista e filologo francese.

## Biografia
Figura fondamentale dell'indologia francese, iniziò da giovane lo studio del sanscrito sotto il maestro di questa disciplina Abel Bergaigne (1838-1888) di cui fu successore, divenne professore al Collège de France nel 1894, a trentun'anni. Sylvain Lévi insegnò anche, fino alla sua morte, all'École pratique des hautes études.
All'epoca dei suoi studi fu il precettore dei figli del Gran rabbino di Francia Zadoc Kahn.
Nel 1886 il divenne maître de conférences per la lingua sanscrita nella IVa sezione dell'Ecole pratique de hautes Etudes (EPHE), poi per le religioni dell'India nella la Va sezione. Quattro anni più tardi conseguì un dottorato di stato in Lettere con una tesi principale sul teatro indiano. Nel 1894 fu nominato professore titolare della cattedra di lingua e letteratura sanscrita del Collège de France.
Nel 1897 prese parte alla sua prima missione di un anno in India, Nepal e Giappone, con ritorno via la Russia e la Siberia. L'anno seguente scrisse una lettera pubblica alla Lega francese per la difesa dei diritti dell'uomo e del cittadino in favore del capitano Dreyfus e in seguito diventò membro del comitato centrale dell'Alleanza israelitica universale di Parigi.
Nel 1913 andò a San Pietroburgo per studiare dei manoscritti e alla fine della guerra diventò membro del comitato francese di studi sionisti e partecipò a diverse missioni in Egitto, Siria e Palestina. Durante la conferenza di pace di Versailles nel 1919 rappresentò l'Alleanza israelitica universale nella commissione degli affari di Palestina.  
Nel 1920 fu eletto presidente dell'Alleanza israelitica universale, succedendo a Narcisse Leven. 
Jean Varenne ricorda come Sylvain Lévi non amasse i Veda e che quindi fin dall'inizio della sua attività di studioso prediligesse lo studio del Buddhismo. Questa scelta portò Lévi a studiare sia la lingua pāli che il cinese al fine di accedere ai Canoni buddhisti pāli e cinese fonti rispettivamente del Buddhismo Theravāda o "Buddhismo meridionale" e delle scuole del "Buddhismo settentrionale", scuole all'origine del Mahāyāna.
Merito di Sylvain Lévi nel campo della Storia delle religioni è stato quello di dimostrare:
(Jean Varenne Op.cit.)
Per giungere a queste importanti conclusioni Lévi studiò, anche con l'ausilio delle fonti epigrafiche, le culture indo-scite e indo-greche alla base dei regni collocati sul versante Nord-occidentale del subcontinente indiano.
Nel 1898 su richiesta di Marcel Mauss pubblicò l'importante studio su Le doctrine du sacrifice dans le Brâhmanas raccolta di una serie di sue lezioni tenutesi tra il 1896 e il 1897 e unica sua opera sull'India vedica. Questa opera di Lévi fu criticata da Auguste Barth che gli contestava di "aver gettato un'ombra sui Brāhmaṇa" avendone evidenziato la sostanziale amoralità. In realtà, come ricordò Louis Renou nell'introduzione della stessa opera di Lévi, datata 1966:
Ma sempre Louis Renou poco dopo aggiunse:

## Opere
- Le Théâtre Indien, Deuxième tirage, 1963, Publié à l'occasion du centenaire de la naissance de Sylvain Lévi, Bibliothèque de l'Ecole des Hautes Etudes, IVe section, 83e Fascicule, Paris, Distributeur exclusif: Librairie Honoré Champion.
- Lévi, S. 1898. La doctrine du sacrifice dans les Brâhmanas, Paris: Ernest Leroux, Bibliothèque de l'École des Hautes Études-Sciences religieuses [= BÉHÉ-SR], vol. 11. Edizione italiana: La dottrina del sacrificio nei Brāhmaṇa, con l'aggiunta di tre importanti saggi critici di Roberto Calasso, Louis Renou e Charles Malamoud. Milano, Adelphi, 2009.
- Lévi, S. 1966. Id., avec une préface de L. Renou, 2e éd., Paris: Presses Universitaires de France, BÉHÉ-SR, vol. 73.
- Lévi, S. 2003. Id., réimpr. de Lévi 1966, avec une postface inédite de Ch. Malamoud, Brepols: Turnhout, BÉHÉ-SR, vol. 118.
- Le Népal: Étude historique d'un royaume hindou, Sylvain Lévi, 3 vol. 1905–08, Paris
- Nepal: Historical study of a Hindu kingdom, Sylvain Levi, Ancient Nepal, 44 installments, 1973–90.
- Asvaghosa, le sutralamkara et ses sources, S. Lévi, JA, 1908, 12, p. 57-193
- Autour d'Asvaghosa, Sylvain Lévi, JA, Oc-Déc. 1929, p. 281-283
- Kanishka et Satavahana, Sylvain Lévi, JA, Jan-Mars 1936, p. 103-107
- Le Bouddhisme et les Grecs, S. Lévi, R.H.R. 23 (1891), p. 37
- L'énigme des 256 nuits d'Asoka, Sylvain Lévi, JA 1948, p. 143-153
- Les études orientales, par Sylvain Lévi, Annales du musée Guimet numéro 36, Hachette 1911, ANU DS1.P32.t36
- Les grands hommes dans l'histoire de l'Inde, par Sylvain Lévi, Annales du musée Guimet numéro 40, Hachette 1913, ANU A DS1.P32.t40
- Les seize Arhats protecteurs de la loi, Sylvain Lévi et Édouard Chavannes, JA 1916, vol. II, p. 204-275
- Le sutra du sage et du fou, Sylvain Lévi, JA, Oc-Déc. 1925, p. 320-326, ANU pBL1411.A82.L4
- L'inde civilisatrice, aperçu historique, S. Lévi, Paris 1938
- L'Inde et le Monde, par Sylvain Lévi, Honoré Champion 1926, ANU G B131.L4
- Madhyantavibhangatika, tr. S. Lévi?, ANU BQ2965.Y3
- Mahayanasutralamkara, exposé de la doctrine du Grand Véhicule selon le système Yogachara, tr. française Sylvain Lévi, Librairie Honoré Champion, 5 Quai Malaquais, Paris 1911, réimpression Rinsen Book Co. Kyoto 1983 (ISBN 4-653-00951-1) ANU BQ3002.L48.1983.t2
- Maitreya, le consolateur, S. Lévi, Mélanges Linossier, II, pp. 362–3 & pp. 355–402
- Matériaux pour l'étude du système Vijnaptimatra, Sylvain Lévi, Paris Chanmpion 1932
- Nairatmyapariprccha, Sylvain Lévi, JA, Oct-Déc. 1928, p. 209-215
- Notes indiennes, Sylvain Lévi, JA, Janv. Mars 1925, p. 26-35
- Notes sur les manuscrits sanscrits provenant de Bamiyan et de Gilgit, S. Lévi
- Observations sur une langue précanonique du bouddhisme, S. Lévi, JA Nov-Déc. 1912, p. 511
- Sur la récitation primitive des textes bouddhiques, Sylvain Lévi, JA, Mai-Juin 1915, p. 401-407
- Une langue précanonique du bouddhisme, S. Lévi, JA 1912, p. 495-514
- Vijnaptimatratasiddhi, Sylvain Lévi, Paris 1925, ANU AA BL1405.B8
- Vimsika-Vimsatika de Vasubandhu, tr. S. Lévi, Bibliothèque de l'École des Hautes Etudes fascicule 245-1925 et 260-1932 Paris